# Fisher River 44
Fisher River 44 är ett reservat i Kanada.   Det ligger i provinsen Manitoba, i den sydöstra delen av landet, 1 700 km väster om huvudstaden Ottawa.
I omgivningarna runt Fisher River 44 växer i huvudsak blandskog. Trakten runt Fisher River 44 är nära nog obefolkad, med mindre än två invånare per kvadratkilometer.